# Musa Evloev
Musa Gilaniyevich Evloev (en russe : Муса Гиланиевич Евлоев) est un lutteur russe né le 31 mars 1993 à Nesterovskaya (en) en Ingouchie pratiquant le style gréco-romaine dans la catégorie des poids lourds. Il a notamment été double champion du monde en 2018 et 2019 puis champion olympique en 2021.

## Carrière sportive
Evloev remporte l'argent aux Championnats du monde de lutte 2017 à Paris, en France, s'inclinant face à l'Arménien Artur Aleksanyan, champion olympique à Rio en 2016. Cette année-là, il a également remporté la Coupe du monde de lutte 2017 à Téhéran, en Iran.
Il remporte le titre l'année suivante aux championnats du monde de lutte 2018 avec une ultime victoire face au Bulgare Kiril Milov, titre défendu aux mondiaux suivant avec cette fois-ci une victoire face à Artur Aleksanyan qu'il avait battu deux ans auparavant. Il remporte en 2019 une médaille d'or aux Jeux mondiaux militaires d'été de 2019.
En 2020, il a remporté la médaille d'or dans l'épreuve des -97 kg à la Coupe du monde de lutte individuelle 2020 qui s'est tenue à Belgrade, en Serbie. En 2021, il devient champion olympique dans sa catégorie aux jeux de Tokyo avec encore une victoire sur l’Arménien Aleksanyan.

## Palmarès

### Jeux olympiques
- Médaille d'or en lutte gréco-romaine dans la catégorie des moins de 97 kg en 2020 à Tokyo

### Championnats du monde
- Médaille d'or en lutte gréco-romaine dans la catégorie des moins de 97 kg en 2019 à Noursoultan
- Médaille d'or en lutte gréco-romaine dans la catégorie des moins de 97 kg en 2018 à Budapest
- Médaille d'argent en lutte gréco-romaine dans la catégorie des moins de 98 kg en 2017 à Paris

### Championnats d'Europe
- Médaille d'or en lutte gréco-romaine dans la catégorie des moins de 97 kg en 2021 à Varsovie
- Médaille d'or en lutte gréco-romaine dans la catégorie des moins de 97 kg en 2019 à Bucarest